# Problema
Un problema, comunemente inteso, è un ostacolo che rende difficile raggiungere un determinato obiettivo o soddisfare una certa esigenza, frapponendosi tra la volontà dell'individuo, da una parte, e la possibilità o la determinazione di intervento sulla realtà oggettiva, dall'altra, tale da concludere il percorso che conduce al conseguimento di una meta che rappresenta la soluzione.
In senso più specifico con questo termine ci si riferisce ad una qualsiasi situazione o condizione che è irrisolta e che presenta delle difficoltà per la sua soluzione.

## Etimologia
Dal greco πρόβλημα (próblēma) "sporgenza, promontorio, impedimento, ostacolo", dal verbo προβάλλω (probállō) "mettere davanti", dal prefisso προ- (pro-) "innanzi" + βάλλω (bállo) "mettere, gettare".

## Il problema nelle scienze
Il concetto stesso di "problema" può avere svariate accezioni in quanto può applicarsi sia a strumenti di valutazione nell'ambito di discipline specifiche, come nel caso di "problemi" di matematica o fisica, sia a metodologia di sviluppo per l'apprendimento integrato del sapere scientifico.
Nelle scienze fisiche per definire il problema si opera un esame empirico dei dati e si ricerca la riproducibilità dello stesso in modo da renderne possibile l'analisi.
Il problema è altresì oggetto delle discipline di problem solving, che amano definirlo come "la differenza (o gap) misurabile tra una situazione ideale (dove vorrei essere) e la situazione attuale (dove sono)" facendo riferimento non a un luogo fisico ma ad una qualsiasi misurazione oggettiva della realtà. La misurabilità del problema è in questi contesti di fondamentale importanza per rendere possibile la valutazione di priorità e di costo/beneficio delle ipotetiche soluzioni che si andranno ad analizzare.

## Il problema in filosofia
Il problema in senso filosofico nasce ogni qualvolta non si trovi una risposta conclusiva a una domanda teoretica o pratica di carattere universale (da universorum: nel senso che riguarda tutti gli uomini).
In questo senso il problema è un ostacolo sulla via del sapere da superare, sia pure temporaneamente, per il successivo agire pratico.
Il problema è allora il carattere distintivo della filosofia stessa che si pone domande a cui non segue necessariamente una risposta, anzi possono esserci risposte diverse e dialetticamente contraddittorie e mai definitive. La storia della filosofia è caratterizzata proprio dall'opposizione tra loro delle risposte alle domande ma questo ne costituisce il suo progresso e la sua essenzialità.
Kant ad esempio metteva in rilievo il carattere problematico ed aporetico della metafisica ma tuttavia non rinunciava a considerarla filosoficamente cercandone una soluzione che le desse senso e significato nella morale.
La corrente filosofica del problematicismo, da non confondere con lo scetticismo o il nichilismo, afferma appunto che la ricchezza della filosofia consiste nel porsi criticamente problemi, domande, astenendosi dal tentare di dare risposte conclusive.
Secondo altri pensatori, come ad esempio Ugo Spirito, invece il problematicismo contraddistingue il fallimento della indagine filosofica.
Ecco così un esempio della contrapposizione delle risposte che non si annullano tra di loro ma spingono la filosofia a progredire.

## Altri significati
Oltre al significato proprio e originale (situazione negativa o irrisolta) vi è un'altra accezione del termine problema. Infatti, nelle discipline del management si usa questa parola anche con significato, più neutro, di "questione", "pratica", "punto" e simili. Corrisponde all'inglese issue.